# Senecio littoralis
Senecio littoralis es una especie de planta con flor endémica de las islas Malvinas, en la familia Asteraceae.

## Hábitat
Sus hábitats naturales son monte templado, áreas rocosas, y costas rocosas.
Está amenazado por pérdida de hábitat. Si bien está muy expandida y es común, las subpoblaciones lamentablemente se hallan a baja densidad, y existe pastoreo.

## Taxonomía
Senecio littoralis fue descrita por  Charles Gaudichaud-Beaupré  y publicado en Annales des Sciences Naturelles (Paris) 5: 104. 1825.
Etimología
Ver: Senecio
littoralis: epíteto latíno que significa "litoral, en la costa".
Sinonimia
- Senecio darwinii f. falklandicus Skottsb.
- Senecio falklandicus Hook.f.
- Senecio falklandicus Hook.
- Senecio falklandicus var. falklandicus
- Senecio littoralis var. lanata Gaudich.
- Senecio littoralis var. littoralis